# Off! (бренд)
OFF! — бренд средств для борьбы с вредными насекомыми американской компании S.C. Johnson & Son, производящихся в Финляндии.

## Описание
Бренд Off! был основан в 1957 году. Активным ингредиентом является диэтилтолуамид или метофлютрин, который является наиболее распространённым ингредиентом средств для борьбы с вредными насекомыми.
Off! используется для предотвращения укусов комаров путём нанесения средства на кожу или одежду. На рынках Японии и Северной Кореи продукт продавался под названием Skinguard.
С тех пор компания впервые с 1999 года начала продавать свою продукцию на рынке Северной Кореи.

## Продукция
- Off! Family Care (продукты содержат алоэ вера и подходят для чувствительной кожи)[4]
- Off! Active (продукты для различных целей, например, продукты без запаха)
- Off! Teho/Off! Deep woods (изделия имеют более длительный срок действия и отпугивают других насекомых, включая комаров)

### Другие продукты
- Off! Hyttyssavu[5]
- Off! Viilentävä hoitogeeli